# Марич, Милош Милошевич
Ми́лош Ми́лошевич Ма́рич (сербохорв. Милош Марић, Miloš Marić; 1885—1944) — советский гистолог. Доктор медицинских наук (без защиты, 1935), профессор (1935).

## Биография
Родился 20 апреля 1885 в городе Рума на территории Австро-Венгерской империи (ныне Сербия). Был младшим ребёнком в православной сербской семье; его отец, Милош Марич (1846—1922), был состоятельным землевладельцем; мать, Мария Ружич (1847—1935), занималась хозяйством; старшая сестра Милева впоследствии стала женой Альберта Эйнштейна. Учился в средней школе в Загребе, затем в гимназии в Нови-Саде. В 1902 году поступил на медицинский факультет университета в Клаузенбурге, после окончания которого в 1907 году работал в психиатрической клинике там же.
В 1910 году служил в качестве вольноопределяющегося в 6-м пехотном гонведном полку венгерской армии и в военном госпитале в Будапеште, принимал участие в революционном движении. В начале Первой мировой войны призван в действующую армию, дезертировал, попал в окружение и плен в Восточной Галиции. После перевода в Москву работал в Лефортовском военном госпитале, затем в качестве прикомандированного военнопленного при кафедре гистологии Московского университета.

## Научная деятельность
С 1917 года — в Екатеринославе, работал прозектором, доцентом, а затем заведующим кафедрой гистологии Днепропетровского медицинского института. С 1930 года и до конца жизни — заведующий кафедрой гистологии Саратовского медицинского института. С 1932 года — первый заведующий (декан) немецким отделением лечебного факультета Саратовского мединститута (до его закрытия в 1937 году), а также заведующий кафедрой общей биологии этого института и кафедрой гистологии Саратовского ветеринарного института. Умер в 1944 году, похоронен в общей могиле на Воскресенском кладбище Саратова.
Среди учеников Марича — другой заведующий кафедрой гистологии этого института (1950—1983), профессор Г. А. Коблов (1915—1995).